# Freimanis-Gletscher
Der Freimanis-Gletscher ist ein 40 km langer Gletscher in den Admiralitätsbergen im ostantarktischen Viktorialand. Er fließt in westnordwestlicher Richtung zwischen Mount Greene und dem Gebirgskamm Novasio Ridge zum Tucker-Gletscher.
Der United States Geological Survey kartierte ihn anhand von Vermessungen und mithilfe von Luftaufnahmen der United States Navy zwischen 1960 und 1962. Das Advisory Committee on Antarctic Names benannte ihn 1964 nach dem US-amerikanischen Polarlichtforscher Harry Freimanis (* 1939), wissenschaftlicher Leiter der Hallett-Station zwischen 1962 und 1963.